# 2561 Margolin
A 2561 Margolin (ideiglenes jelöléssel 1969 TK2) a Naprendszer kisbolygóövében található aszteroida. Ljudmila Ivanovna Csernih fedezte fel 1969. október 8-án.